# Cordillera Watkins
La cordillera Watkins (en danés: Watkins Bjerge) es la cordillera más alta de Groenlandia. Está situada en la Tierra del Rey Christian IX, en el municipio de Sermersooq. 
La cordillera lleva el nombre del explorador británico del Ártico Gino Watkins.

## Historia

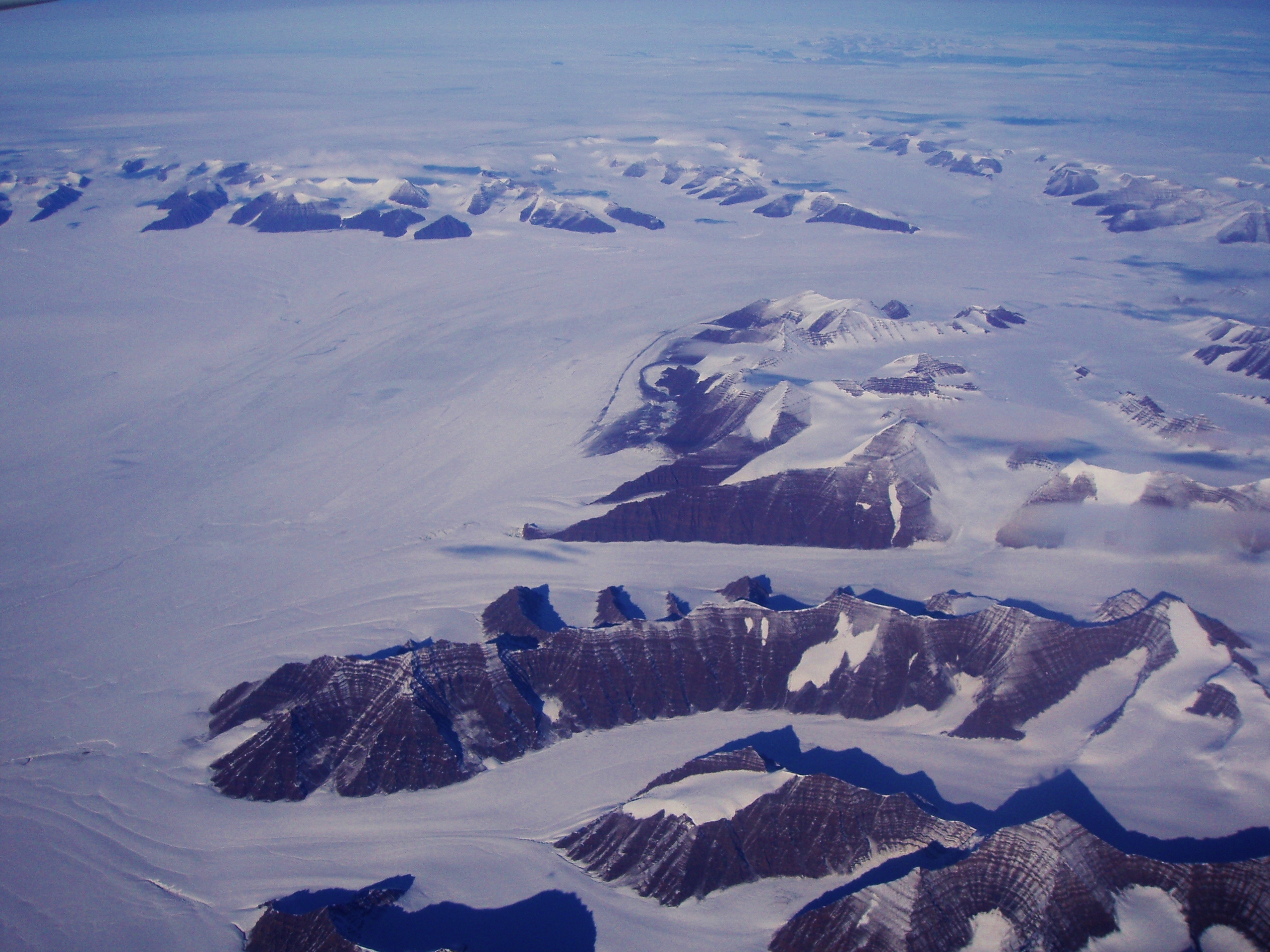
Curva hacia el sur en el glaciar Christian IV con los Gronau Nunataks al fondo y la parte noroeste de la cordillera Watkins a la derecha

Compuesta enteramente por nunataks, esta remota región era antiguamente una zona desconocida. En 1912 el geofísico suizo y explorador del Ártico Alfred De Quervain cruzó el casquete glaciar de Groenlandia desde Godhavn (Qeqertarsuaq) en el oeste, hasta el fiordo Sermilik en el lado este y descubrió una cordillera que denominó 'Schweizerland', marcando la posición y la altura aproximada del Mont Forel, el punto más alto de esa área. 
A falta de datos precisos, se pensó entonces que el Mont Forel era la montaña más alta de la zona del círculo polar ártico, junto con el pico Petermann en el extremo norte.
Sin embargo, en 1930 Gino Watkins, líder de la Expedición de la Ruta Aérea del Ártico Británica, descubrió una nueva cordillera desde el aire situada a más de 350 km al noreste de Schweizerland que denominó 'Nuevas Montañas'. Se trataba de la cordillera Watkins, esta cordillera era más alta con el Gunnbjørnsfjeld, la cumbre más alta de Groenlandia.
En 1935 Lawrence Wager, que había estado antes con la expedición de Watkins en 1930, regresó al este de Groenlandia y abrió una nueva ruta hacia el interior. Durante su aventura realizó la primera ascensión al punto más alto de la cordillera, el Gunnbjorns Fjeld. También pudo ver la cordillera Limón, una cordillera hasta entonces desconocida situada al noreste del fiordo Kangerlugssuaq.

## Geografía
La cordillera Watkins está situada en la Tierra del Rey Christian IX a unos 60 km tierra adentro de la costa de Blosseville. Es un sistema de nunataks rodeado de grandes glaciares activos. Los principales glaciares son el gran glaciar Christian IV al oeste, el glaciar Rosenborg al sur y el glaciar Kronborg al este. La cordillera tiene enormes picos cubiertos de hielo y acantilados expuestos. La cumbre principal de la cordillera es el Gunnbjørn Fjeld, de 3694 m, que es también el pico más alto del Ártico.
La cordillera Lindbergh se eleva hacia el oeste, más allá del glaciar Christian IV. Otros nunataks altos se encuentran cerca, algunos forman parte del sistema de la gran cordillera Watkins, como los Skaermen (Skærmen) al oeste, la cordillera Ejnar Mikkelsen— y la Borgtinderne al este, y la cordillera Lilloise al sureste. Los Gronau Nunataks están situados al norte en el borde de la capa de hielo de Groenlandia, separados de la cordillera Watkins por el glaciar Christian IV.
La cordillera de Rasmussens (Knud Rasmussens Bjerge), de las montañas de la Tierra de Knud Rasmussen, es el nombre que se utiliza en algunas fuentes para referirse a la sección norte de la cordillera situada entre el paralelo 69 Norte y los Gronau Nunataks. Sin embargo, hay una cordillera situada en el oeste de Groenlandia que se conoce con el nombre de Knud Rasmussens Bjerge.

### Montañas
La cordillera Watkins tiene varias montañas de más de 3000 m, algunas de las cuales no tienen nombre. Entre ellas cabe destacar las siguientes: 
- Gunnbjørn Fjeld (3694 m)
- Cima Gunnbjørn (3682 m)
- Cima Gunnbjørn (3669 m)
- Pico (3606 m), parte de un grupo de altos picos al norte de Gunnbjørn Fjeld[15]
- Cima Decepción (3526 m)
- Dedo Índice (3367 m)
- Pico (3344,5 m), parte de un grupo de altos picos al NE de Gunnbjørn Fjeld[15]
- Istind (2667 m[16][17])
- Ebeth (2595 m[16])
- Lille Snefjeld (2511 m[16])

## Alpinismo
La cordillera Watkins tiene excelentes rutas de nieve y hielo para los escaladores experimentados. Las buenas condiciones para la escalada se producen en julio y agosto.